# Гравел, Майк
Майкл (Майк) Ро́берт Граве́л (англ. Maurice Robert "Mike" Gravel; 13 мая 1930, Спрингфилд, Массачусетс — 26 июня 2021, Сисайд, Калифорния) — американский политик, с 1969 по 1981 год представлявший Аляску в Сенате США как член Демократической партии, кандидат в президенты США на выборах 2008 года.

## Биография
Родился в Спрингфилде, штат Массачусетс, в семье франкоканадских иммигрантов из Квебека. Учился в католической приходской и ассумпционистской школе. В 1951—1954 годах служил в Корпусе контрразведки армии США. Считал, что его отправят на Корейскую войну, но вместо этого попал в Западную Германию, а затем во Францию, где, пользуясь знанием языка, шпионил на митингах компартии. После демобилизации изучал экономику в Колумбийском университете.

### На Аляске
В 1956 году, не имея ни денег, ни работы, перебрался в территорию Аляска, где работал, среди прочего, продавцом недвижимости и тормозным кондуктором на железной дороге. К этому времени он перешёл из католицизма в унитарианский универсализм по вероисповеданию. На Аляске вступил в Молодёжную торговую палату и молодёжную организацию Демократической партии «Юные демократы».
В 1959 году он был выбран Молодёжной торговой палатой США в качестве её представителя в кампании против налоговой реформы. В наряде героя Американской революции Пола Ревира, на коне, он разъезжал по разным штатам, агитируя против реформы, закончив свой тур у ступенек Капитолия, куда привез соответствующую петицию.
Занявшись политикой, в 1962—1966 годах был депутатом в Палате представителей Аляски, в течение последних двух лет был даже её спикером. Затем он покинул парламент штата, решив баллотироваться в Палату представителей страны, но проиграл выборы Говарду Уоллесу Поллоку.

### Сенатор
В 1968 году выставил свою кандидатуру на праймериз Демократической партии (членом которой был с самого начала своей политической карьеры) на выборах кандидата на пост федерального сенатора. Его соперником был занимавший тогда этот пост Эрнест Грининг, популярный бывший губернатор. Несмотря на это, Гравел победил его, затем победил на выборах и стал членом верхней палаты Конгресса.
Во время своего первого шестилетнего срока (1969—1975) написал книгу под названием «Citizen Power» («Гражданская сила»), в которой выразил свои взгляды, близкие к социал-демократическим (книга была переиздана накануне президентской кампании 2008 года с предисловием Ральфа Нейдера). Будучи противником Вьетнамской войны, 1971 году дал единственную парламентскую обструкцию против законопроекта о новом воинском наборе, в чём ему частично помогли Документы Пентагона. 4100 страниц из них, обработанных Говардом Зинном и Ноамом Хомским, он сделал достоянием общественности, предоставив для слушаний в сенатском подкомитете и опубликовав в издательстве Beacon Press. Он также предлагал новаторские законопроекты в сфере защиты окружающей среды, разоружения, моратория на ядерную энергетику и нормализации отношений с КНР.

### Предвыборная кампания 1972 года
Во время президентских выборов в 1972 году запомнился своей необычной кампанией, когда он пытался выдвинуться от своей партии в качестве кандидата на пост вице-президента с Джорджем Макговерном. Однако последний анонсировал кандидатуру малоизвестного сенатора от Миссури Томаса Иглтона, и Гравела номинировала делегатка от Аляски. В ходе голосования на съезде Гравел занял третье место после Иглтона и Сисси Фарентхолд, набрав 226 голосов делегатов.
Продолжая сенатскую карьеру, Гравел сыграл ключевую роль в том, что Конгресс поддержал сооружение Трансаляскинского нефтепровода. Во время праймериз в 1980 году Гравел неожиданно потерпел поражение от внука Эрнста, Кларка Грининга, который, в свою очередь, затем проиграл республиканцу Фрэнку Мурковскому. После своей вынужденной отставки Гравел переехал в расположенный недалеко от Вашингтона Арлингтон, штат Вирджиния, где живёт до сих пор. Его начали преследовать личные неудачи, финансовые банкротства и проблемы со здоровьем.
Участник общества «Ветераны разведки за здравомыслие», обвинявшего Буша в развязывании войны в Ираке.

### Предвыборная кампания 2008 года

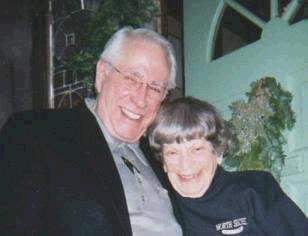
С политактивисткой Дорис Хэддок, 2007 год.

17 апреля 2006 года во время выступления в Национальном пресс-клубе Гравел заявил о своём намерении баллотироваться на пост президента от своей партии в 2008 году. Если бы он победил на праймериз и на выборах, то в возрасте 78 лет стал бы старейшим президентом в истории США. В своей предвыборной кампании выступал, в частности, за вывод американских войск из Ирака и расширение прямой демократии посредством внедрения механизма общефедеральных петиций — «Национальной инициативы». Его кампания, отличавшаяся неортодоксальностью и юмором, вызвала интерес в Интернете, однако на праймериз и кокусах демократов он получал менее 1 % поддержки. Он оставался последним кандидатом демократов, наряду с Хиллари Клинтон и Бараком Обамой, однако существенно проигрывал каждому из них. Он поддержал кандидата Партии зелёных Джесси Джонсона против его внутрипартийных конкурентов в лице Ральфа Нейдера и Синтии Маккинни.
В марте 2008 года Майк Гравел покинул Демократическую партию и присоединился к Либертарианской партии, надеясь выдвинуться от неё в президенты и включить в её программу идею «Национальной инициативы». Ни одной из этих целей ему добиться не удалось (с 71 голосом из 618 он занял только 4-е место из 8 в предвыборной гонке либертарианцев), и Гравел объявил, что покидает электоральную политику.
Впоследствии он запомнился рядом эксцентричных поступков, вроде участия в проводимой правительством Ирана Международной конференции о голливудизме и кино или в группе, требующей обнародования информации об НЛО, а также стал генеральным директором компании, производящей продукцию из конопли. Он остаётся политически активным: осуждал американский империализм, выступал в защиту WikiLeaks и даже своей политической противницы Сары Пейлин, хвалил президентскую кампанию Берни Сандерса.

### Предвыборная кампания 2020 года
19 марта 2019 года неожиданно Майк Гравел заявил о том, что он думает об участии в праймериз Демократической партии по выдвижению своей кандидатуры на президентских выборах в 2020 году. Был создан избирательный комитет для подготовки к выборам (по инициативе группы школьников и студентов). Официальное выдвижение ожидалось 8 апреля 2019 года.
Проведя кампанию под антивоенными лозунгами, 6 августа 2019 года объявил о её завершении, а также о поддержке двух из оставшихся кандидатов — Берни Сандерса и Талси Габбард.